# Hypospila orientalis
Hypospila orientalis är en fjärilsart som beskrevs av John Henry Leech 1900. Hypospila orientalis ingår i släktet Hypospila och familjen nattflyn. Inga underarter finns listade i Catalogue of Life.